# Liste der Australian-Open-Sieger (Herreneinzel)
Diese Liste enthält alle Finalisten im Herreneinzel bei den Australasian Championships (bis 1926), den Australian Championships (bis 1968) und den Australian Open. Rekordsieger ist Novak Đoković mit zehn Siegen (2008, 2011–2013, 2015, 2016, 2019–2021, 2023) vor Roger Federer und Roy Emerson mit sechs Titeln.
| Jahr                | Sieger                                                     | Finalgegner                                                | Ergebnis                                                   |
| ------------------- | ---------------------------------------------------------- | ---------------------------------------------------------- | ---------------------------------------------------------- |
| 1905                | Rodney Heath                                               | Arthur Curtis                                              | 4:6, 6:3, 6:4, 6:4                                         |
| 1906                | Anthony Wilding                                            | Francis Fisher                                             | 6:0, 6:4, 6:4                                              |
| 1907                | Horace Rice                                                | Harry Parker                                               | 6:3, 6:4, 6:4                                              |
| 1908                | Fred Alexander                                             | Alfred Dunlop                                              | 3:6, 3:6, 6:0, 6:2, 6:3                                    |
| 1909                | Anthony Wilding                                            | Ernie Parker                                               | 6:1, 7:5, 6:2                                              |
| 1910                | Rodney Heath                                               | Horace Rice                                                | 6:4, 6:3, 6:2                                              |
| 1911                | Norman Brookes                                             | Horace Rice                                                | 6:1, 6:2, 6:3                                              |
| 1912                | James Parke                                                | Alfred Beamish                                             | 3:6, 6:3, 1:6, 6:1, 7:5                                    |
| 1913                | Ernie Parker                                               | Harry Parker                                               | 2:6, 6:1, 6:3, 6:2                                         |
| 1914                | Arthur O’Hara Wood                                         | Gerald Patterson                                           | 6:4, 6:3, 5:7, 6:1                                         |
| 1915                | Gordon Lowe                                                | Horace Rice                                                | 4:6, 6:1, 6:1, 6:4                                         |
| 1916–1918           | ausgefallen (Erster Weltkrieg)                             | ausgefallen (Erster Weltkrieg)                             | ausgefallen (Erster Weltkrieg)                             |
| 1919                | Algernon Kingscote                                         | Eric Pockley                                               | 6:4, 6:0, 6:3                                              |
| 1920                | Pat O’Hara Wood                                            | Ronald Thomas                                              | 6:3, 4:6, 6:8, 6:1, 6:3                                    |
| 1921                | Rhys Gemmell                                               | Alf Hedeman                                                | 7:5, 6:1, 6:4                                              |
| 1922                | James Anderson                                             | Gerald Patterson                                           | 6:0, 3:6, 3:6, 6:3, 6:2                                    |
| 1923                | Pat O’Hara Wood                                            | Bert St. John                                              | 6:1, 6:1, 6:3                                              |
| 1924                | James Anderson                                             | Richard Schlesinger                                        | 6:3, 6:4, 3:6, 5:7, 6:3                                    |
| 1925                | James Anderson                                             | Gerald Patterson                                           | 11:9, 2:6, 6:2, 6:3                                        |
| 1926                | John Hawkes                                                | James Willard                                              | 6:1, 6:3, 6:1                                              |
| 1927                | Gerald Patterson                                           | John Hawkes                                                | 3:6, 6:4, 3:6, 18:16, 6:3                                  |
| 1928                | Jean Borotra                                               | Jack Cummings                                              | 6:4, 6:1, 4:6, 5:7, 6:3                                    |
| 1929                | Colin Gregory                                              | Richard Schlesinger                                        | 6:2, 6:2, 5:7, 7:5                                         |
| 1930                | Gar Moon                                                   | Harry Hopman                                               | 6:3, 6:1, 6:3                                              |
| 1931                | Jack Crawford                                              | Harry Hopman                                               | 6:4, 6:2, 2:6, 6:1                                         |
| 1932                | Jack Crawford                                              | Harry Hopman                                               | 4:6, 6:3, 3:6, 6:3, 6:1                                    |
| 1933                | Jack Crawford                                              | Keith Gledhill                                             | 2:6, 7:5, 6:3, 6:2                                         |
| 1934                | Fred Perry                                                 | Jack Crawford                                              | 6:3, 7:5, 6:1                                              |
| 1935                | Jack Crawford                                              | Fred Perry                                                 | 2:6, 6:4, 6:4, 6:4                                         |
| 1936                | Adrian Quist                                               | Jack Crawford                                              | 6:2, 6:3, 4:6, 3:6, 9:7                                    |
| 1937                | Vivian McGrath                                             | John Bromwich                                              | 6:3, 1:6, 6:0, 2:6, 6:1                                    |
| 1938                | Don Budge                                                  | John Bromwich                                              | 6:4, 6:2, 6:1                                              |
| 1939                | John Bromwich                                              | Adrian Quist                                               | 6:4, 6:1, 6:3                                              |
| 1940                | Adrian Quist                                               | Jack Crawford                                              | 6:3, 6:1, 6:2                                              |
| 1941–1945           | ausgefallen (Zweiter Weltkrieg)                            | ausgefallen (Zweiter Weltkrieg)                            | ausgefallen (Zweiter Weltkrieg)                            |
| 1946                | John Bromwich                                              | Dinny Pails                                                | 5:7, 6:3, 7:5, 3:6, 6:2                                    |
| 1947                | Dinny Pails                                                | John Bromwich                                              | 4:6, 6:4, 3:6, 7:5, 8:6                                    |
| 1948                | Adrian Quist                                               | John Bromwich                                              | 6:4, 3:6, 6:3, 2:6, 6:3                                    |
| 1949                | Frank Sedgman                                              | John Bromwich                                              | 6:3, 6:2, 6:2                                              |
| 1950                | Frank Sedgman                                              | Ken McGregor                                               | 6:3, 6:4, 4:6, 6:1                                         |
| 1951                | Dick Savitt                                                | Ken McGregor                                               | 6:3, 2:6, 6:3, 6:1                                         |
| 1952                | Ken McGregor                                               | Frank Sedgman                                              | 7:5, 12:10, 2:6, 6:2                                       |
| 1953                | Ken Rosewall                                               | Mervyn Rose                                                | 6:0, 6:3, 6:4                                              |
| 1954                | Mervyn Rose                                                | Rex Hartwig                                                | 6:2, 0:6, 6:4, 6:2                                         |
| 1955                | Ken Rosewall                                               | Lew Hoad                                                   | 9:7, 6:4, 6:4                                              |
| 1956                | Lew Hoad                                                   | Ken Rosewall                                               | 6:4, 3:6, 6:4, 7:5                                         |
| 1957                | Ashley Cooper                                              | Neale Fraser                                               | 6:3, 9:11, 6:4, 6:2                                        |
| 1958                | Ashley Cooper                                              | Mal Anderson                                               | 7:5, 6:3, 6:4                                              |
| 1959                | Alex Olmedo                                                | Neale Fraser                                               | 6:1, 6:2, 3:6, 6:3                                         |
| 1960                | Rod Laver                                                  | Neale Fraser                                               | 5:7, 3:6, 6:3, 8:6, 8:6                                    |
| 1961                | Roy Emerson                                                | Rod Laver                                                  | 1:6, 6:3, 7:5, 6:4                                         |
| 1962                | Rod Laver                                                  | Roy Emerson                                                | 8:6, 0:6, 6:4, 6:4                                         |
| 1963                | Roy Emerson                                                | Ken Fletcher                                               | 6:3, 6:3, 6:1                                              |
| 1964                | Roy Emerson                                                | Fred Stolle                                                | 6:3, 6:4, 6:2                                              |
| 1965                | Roy Emerson                                                | Fred Stolle                                                | 7:9, 2:6, 6:4, 7:5, 6:1                                    |
| 1966                | Roy Emerson                                                | Arthur Ashe                                                | 6:4, 6:8, 6:2, 6:3                                         |
| 1967                | Roy Emerson                                                | Arthur Ashe                                                | 6:4, 6:1, 6:4                                              |
| 1968                | Bill Bowrey                                                | Juan Gisbert                                               | 7:5, 2:6, 9:7, 6:4                                         |
| Beginn der Open Era |                                                            |                                                            |                                                            |
| 1969                | Rod Laver                                                  | Andrés Gimeno                                              | 6:3, 6:4, 7:5                                              |
| 1970                | Arthur Ashe                                                | Dick Crealy                                                | 6:4, 9:7, 6:2                                              |
| 1971                | Ken Rosewall                                               | Arthur Ashe                                                | 6:1, 7:5, 6:3                                              |
| 1972                | Ken Rosewall                                               | Mal Anderson                                               | 7:62, 6:3, 7:5                                             |
| 1973                | John Newcombe                                              | Onny Parun                                                 | 6:3, 6:7, 7:5, 6:1                                         |
| 1974                | Jimmy Connors                                              | Phil Dent                                                  | 7:67, 6:4, 4:6, 6:3                                        |
| 1975                | John Newcombe                                              | Jimmy Connors                                              | 7:5, 3:6, 6:4, 7:67                                        |
| 1976                | Mark Edmondson                                             | John Newcombe                                              | 6:7, 6:3, 7:6, 6:1                                         |
| 1977 (Januar)       | Roscoe Tanner                                              | Guillermo Vilas                                            | 6:3, 6:3, 6:3                                              |
| 1977 (Dezember)     | Vitas Gerulaitis                                           | John Lloyd                                                 | 6:3, 7:61, 5:7, 3:6, 6:2                                   |
| 1978                | Guillermo Vilas                                            | John Marks                                                 | 6:4, 6:4, 3:6, 6:3                                         |
| 1979                | Guillermo Vilas                                            | John Sadri                                                 | 7:64, 6:3, 6:2                                             |
| 1980                | Brian Teacher                                              | Kim Warwick                                                | 7:5, 7:64, 6:3                                             |
| 1981                | Johan Kriek                                                | Steve Denton                                               | 6:2, 7:61, 6:71, 6:4                                       |
| 1982                | Johan Kriek                                                | Steve Denton                                               | 6:3, 6:3, 6:2                                              |
| 1983                | Mats Wilander                                              | Ivan Lendl                                                 | 6:1, 6:4, 6:4                                              |
| 1984                | Mats Wilander                                              | Kevin Curren                                               | 6:75, 6:4, 7:63, 6:2                                       |
| 1985                | Stefan Edberg                                              | Mats Wilander                                              | 6:4, 6:3, 6:3                                              |
| 1986                | kein Turnier (Umstellung auf den Austragungstermin Januar) | kein Turnier (Umstellung auf den Austragungstermin Januar) | kein Turnier (Umstellung auf den Austragungstermin Januar) |
| 1987                | Stefan Edberg                                              | Pat Cash                                                   | 6:3, 6:4, 3:6, 5:7, 6:3                                    |
| 1988                | Mats Wilander                                              | Pat Cash                                                   | 6:3, 6:73, 3:6, 6:1, 8:6                                   |
| 1989                | Ivan Lendl                                                 | Miloslav Mečíř                                             | 6:2, 6:2, 6:2                                              |
| 1990                | Ivan Lendl                                                 | Stefan Edberg                                              | 4:6, 7:63, 5:2 aufgg.                                      |
| 1991                | Boris Becker                                               | Ivan Lendl                                                 | 1:6, 6:4, 6:4, 6:4                                         |
| 1992                | Jim Courier                                                | Stefan Edberg                                              | 6:3, 3:6, 6:4, 6:2                                         |
| 1993                | Jim Courier                                                | Stefan Edberg                                              | 6:2, 6:1, 2:6, 7:5                                         |
| 1994                | Pete Sampras                                               | Todd Martin                                                | 7:64, 6:4, 6:4                                             |
| 1995                | Andre Agassi                                               | Pete Sampras                                               | 4:6, 6:1, 7:66, 6:4                                        |
| 1996                | Boris Becker                                               | Michael Chang                                              | 6:2, 6:4, 2:6, 6:2                                         |
| 1997                | Pete Sampras                                               | Carlos Moyá                                                | 6:2, 6:3, 6:3                                              |
| 1998                | Petr Korda                                                 | Marcelo Ríos                                               | 6:2, 6:2, 6:2                                              |
| 1999                | Jewgeni Kafelnikow                                         | Thomas Enqvist                                             | 4:6, 6:0, 6:3, 7:61                                        |
| 2000                | Andre Agassi                                               | Jewgeni Kafelnikow                                         | 3:6, 6:3, 6:2, 6:4                                         |
| 2001                | Andre Agassi                                               | Arnaud Clément                                             | 6:4, 6:2, 6:2                                              |
| 2002                | Thomas Johansson                                           | Marat Safin                                                | 3:6, 6:4, 6:4, 7:64                                        |
| 2003                | Andre Agassi                                               | Rainer Schüttler                                           | 6:2, 6:2, 6:1                                              |
| 2004                | Roger Federer                                              | Marat Safin                                                | 7:63, 6:4, 6:2                                             |
| 2005                | Marat Safin                                                | Lleyton Hewitt                                             | 1:6, 6:3, 6:4, 6:4                                         |
| 2006                | Roger Federer                                              | Marcos Baghdatis                                           | 5:7, 7:5, 6:0, 6:2                                         |
| 2007                | Roger Federer                                              | Fernando González                                          | 7:62, 6:4, 6:4                                             |
| 2008                | Novak Đoković                                              | Jo-Wilfried Tsonga                                         | 4:6, 6:4, 6:3, 7:62                                        |
| 2009                | Rafael Nadal                                               | Roger Federer                                              | 7:5, 3:6, 7:63, 3:6, 6:2                                   |
| 2010                | Roger Federer                                              | Andy Murray                                                | 6:3, 6:4, 7:611                                            |
| 2011                | Novak Đoković                                              | Andy Murray                                                | 6:4, 6:2, 6:3                                              |
| 2012                | Novak Đoković                                              | Rafael Nadal                                               | 5:7, 6:4, 6:2, 6:75, 7:5                                   |
| 2013                | Novak Đoković                                              | Andy Murray                                                | 6:72, 7:63, 6:3, 6:2                                       |
| 2014                | Stan Wawrinka                                              | Rafael Nadal                                               | 6:3, 6:2, 3:6, 6:3                                         |
| 2015                | Novak Đoković                                              | Andy Murray                                                | 7:65, 6:74, 6:3, 6:0                                       |
| 2016                | Novak Đoković                                              | Andy Murray                                                | 6:1, 7:5, 7:63                                             |
| 2017                | Roger Federer                                              | Rafael Nadal                                               | 6:4, 3:6, 6:1, 3:6, 6:3                                    |
| 2018                | Roger Federer                                              | Marin Čilić                                                | 6:2, 6:75, 6:3, 3:6, 6:1                                   |
| 2019                | Novak Đoković                                              | Rafael Nadal                                               | 6:3, 6:2, 6:3                                              |
| 2020                | Novak Đoković                                              | Dominic Thiem                                              | 6:4, 4:6, 2:6, 6:3, 6:4                                    |
| 2021                | Novak Đoković                                              | Daniil Medwedew                                            | 7:5, 6:2, 6:2                                              |
| 2022                | Rafael Nadal                                               | Daniil Medwedew                                            | 2:6, 6:75, 6:4, 6:4, 7:5                                   |
| 2023                | Novak Đoković                                              | Stefanos Tsitsipas                                         | 6:3, 7:64, 7:65                                            |
| 2024                | Jannik Sinner                                              | Daniil Medwedew                                            | 3:6, 3:6, 6:4, 6:4, 6:3                                    |
| 2025                | Jannik Sinner                                              | Alexander Zverev                                           | 6:3, 7:64, 6:3                                             |

## Mehrfache Sieger in der Open Era
| Sieger          | Anzahl Siege | Jahre                                        |
| --------------- | ------------ | -------------------------------------------- |
| Novak Đoković   | 10           | 2008, 2011–2013, 2015, 2016, 2019–2021, 2023 |
| Roger Federer   | 6            | 2004, 2006, 2007, 2010, 2017, 2018           |
| Andre Agassi    | 4            | 1995, 2000, 2001, 2003                       |
| Mats Wilander   | 3            | 1983, 1984, 1988                             |
| Boris Becker    | 2            | 1991, 1996                                   |
| Jim Courier     | 2            | 1992, 1993                                   |
| Stefan Edberg   | 2            | 1985, 1987                                   |
| Johan Kriek     | 2            | 1981, 1982                                   |
| Ivan Lendl      | 2            | 1989, 1990                                   |
| Rafael Nadal    | 2            | 2009, 2022                                   |
| John Newcombe   | 2            | 1973, 1975                                   |
| Ken Rosewall    | 2            | 1971, 1972                                   |
| Pete Sampras    | 2            | 1994, 1997                                   |
| Jannik Sinner   | 2            | 2024, 2025                                   |
| Guillermo Vilas | 2            | 1978, 1979                                   |